# NFL 1949
Die NFL-Saison 1949 war die 30. Saison der National Football League (NFL). Als Sieger aus dieser Saison gingen wie schon im Vorjahr die Philadelphia Eagles hervor, die sich im Championship Game gegen die Los Angeles Rams durchsetzen konnten. Es war die letzte Saison, in der die NFL in Konkurrenz zur All-America Football Conference (AAFC) stand; denn am 9. Dezember 1949 wurde die Fusion der beiden Ligen beschlossen.

## Besondere Ereignisse
Vor Saisonbeginn verkaufte Alexis Thompson die Eagles an eine Investmentgruppe um James P. Clark; die Boston Yanks wurden nach New York City umgesiedelt und wurden so die New York Bulldogs. Mit Steve Van Buren von den Philadelphia Eagles und Tony Canadeo von den Green Bay Packers konnten erstmals zwei Spieler in derselben Saison für mehr als 1.000 Yards laufen. Wally Triplett von den Detroit Lions wurde der erste schwarze Spieler, der im NFL Draft ausgewählt wurde und später auch in der NFL spielte. Im Draft wurden unter den ersten zehn Spielern vier Quarterbacks ausgewählt, eine Menge, die erst im NFL Draft 2018 erneut erzielt wurde.

## Regeländerung
Die unbeschränkte Auswechslung der Spieler (analog wie in der AAFC) wurde vorerst für ein Jahr wieder möglich. Nach der Fusion mit der AAFC 1950 wurde diese Regelung beibehalten. Schnell etablierten sich spezialisierte Spieler für die Offense, die Defense sowie für Special Teams. Außerdem passte sich der Trainerstab diesen geänderten Bedingungen an. 

## Regular Season
In der Eastern Division standen die Philadelphia Eagles von Beginn an auf Platz 1. In Woche 6 trafen sie auf die Steelers, die zu diesem Zeitpunkt mit 4:1 Siegen noch gleichauf lagen. Die Eagles siegten deutlich mit 38:7. Auch die weiteren Spiele gewannen die Eagles deutlich und sicherten sich so vorzeitig das Ticket für das Championship Game. Im Westen blieb es dagegen bis zum Schluss spannend. Die LA Rams konnten ihre ersten sechs Spiele alle gewinnen. Dabei trafen sie zweimal auf die Chicago Bears, die ihrerseits mit drei Siegen und drei Niederlagen zur Halbzeit bereits abgeschlagen auf dem zweiten Rang lagen. In der Folge konnten die Bears jedoch alle restlichen sechs Spiele gewinnen. Die Rams dagegen verloren zwei Spiele und spielten zweimal Unentschieden, so dass sie sich erst am letzten Spieltag mit einem Sieg gegen die Washington Redskins den Divisionssieg sicherten.
| Eastern Division    | Eastern Division | Eastern Division | Eastern Division | Eastern Division | Eastern Division | Eastern Division |
| Team                | S                | N                | U                | SQ               | P+               | P−               |
| ------------------- | ---------------- | ---------------- | ---------------- | ---------------- | ---------------- | ---------------- |
| Philadelphia Eagles | 11               | 1                | 0                | 0,917            | 364              | 134              |
| Pittsburgh Steelers | 6                | 5                | 1                | 0,545            | 224              | 214              |
| New York Giants     | 6                | 6                | 0                | 0,500            | 287              | 298              |
| Washington Redskins | 4                | 7                | 1                | 0,364            | 268              | 339              |
| New York Bulldogs   | 1                | 10               | 1                | 0,091            | 153              | 368              |

| Western Division  | Western Division | Western Division | Western Division | Western Division | Western Division | Western Division |
| Team              | S                | N                | U                | SQ               | P+               | P−               |
| ----------------- | ---------------- | ---------------- | ---------------- | ---------------- | ---------------- | ---------------- |
| Los Angeles Rams  | 8                | 2                | 2                | 0,800            | 360              | 239              |
| Chicago Bears     | 9                | 3                | 0                | 0,750            | 332              | 218              |
| Chicago Cardinals | 6                | 5                | 1                | 0,545            | 360              | 301              |
| Detroit Lions     | 4                | 8                | 0                | 0,333            | 237              | 259              |
| Green Bay Packers | 2                | 10               | 0                | 0,167            | 114              | 329              |

Legende:
| Siege              | Niederlagen           | Unentschieden           | SQ gewonnene Spiele (relativ) |
| P+ gemachte Punkte | P− gegnerische Punkte | Championship-Teilnehmer |                               |

## NFL Championship Game
Das NFL Championship Game 1949 fand am 18. Dezember 1949 im Los Angeles Memorial Coliseum in Los Angeles, Kalifornien statt. Die Sieger der Eastern und der Western Division traten darin gegeneinander an. Titelverteidiger Philadelphia konnte vor 22.245 Zuschauern mit 14:0 gegen die Los Angeles Rams gewinnen. Den ersten Touchdown des Spiels fing Pete Pihos nach einem 15-Yard-Pass von Tommy Thompson, den zweiten erzielte Leo Skladany nach einem geblockten Punt. Für das Spiel waren zuvor 40.000 Tickets und bis zu 70.000 Zuschauer waren bei gutem Wetter erwartet worden; Dauerregen ließ jedoch Viele zuhause bleiben. Beide Mannschaften fanden das Wetter so schlecht, dass sie das Spiel bis nach Weihnachten verschieben wollten, jedoch erlaubte Commissioner Bert Bell dies nicht. Die Ticketpreise lagen zwischen 3,60 und 5 $.
|                              |                               |  | Championship Game |                          |                     |  |                                                 |
|                              | Los Angeles 18. Dezember 1949 |  | Los Angeles Rams  | \| \| 0 : 14 \| \| \| \| | Philadelphia Eagles |  | Los Angeles Memorial Coliseum Zuschauer: 22.245 |
| (0:0, 0:7, 0:0) Spielbericht | Los Angeles 18. Dezember 1949 |  | Los Angeles Rams  |                          | Philadelphia Eagles |  | Los Angeles Memorial Coliseum Zuschauer: 22.245 |
|                              | 0 : 14                        |  |                   |                          |                     |  |                                                 |
|                              |                               |  |                   |                          |                     |  |                                                 |